# Droga kołowania

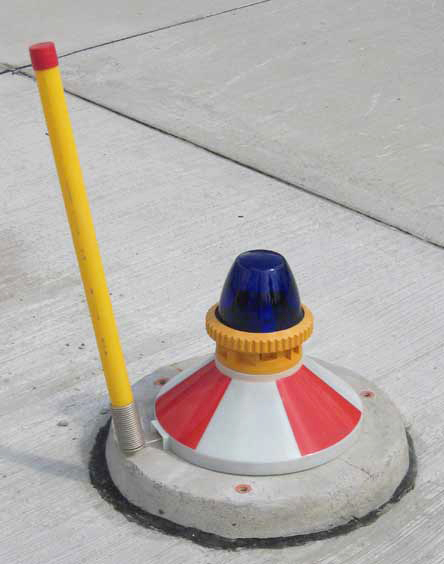
Element oświetlenia drogi kołowania

Droga kołowania – oznacza określoną drogę na lotnisku lądowym, wyznaczoną do kołowania statków powietrznych i zapewniającą połączenie między określonymi częściami lotniska, włączając:
- linię kołowania do stanowiska postojowego, która oznacza część płyty wyznaczoną jako droga kołowania i przeznaczoną do zapewnienia dostępu tylko do stanowisk postojowych statków powietrznych;
- drogę kołowania po płycie, która oznacza część systemu dróg kołowania zlokalizowaną na płycie i mającą na celu zapewnienie kołowania bezpośrednio przez tę płytę;
- drogę szybkiego skołowania, która oznacza drogę kołowania połączoną pod kątem ostrym z drogą startową i przeznaczoną do ułatwienia lądującym statkom powietrznym opuszczenia drogi startowej przy prędkościach większych niż osiągane na innych drogach kołowania i przez to zmniejszającą do minimum czas zajmowania drogi startowej[2].

Drogi kołowania w portach lotniczych zwykle są utwardzone (betonowe lub asfaltowe); inaczej jest na mniejszych lotniskach, gdzie drogi kołowania są zazwyczaj trawiaste, gruntowe lub żwirowe.
Bardzo uczęszczane porty lotnicze posiadają tzw. drogi kołowania szybkiego zjazdu (ang. rapid-exit taxiways), które pozwalają lądującym samolotom na opuszczenie drogi startowej przy dużej prędkości, co z kolei pozwala na częstsze operacje na tej samej drodze startowej i tym samym bardziej przepustowy ruch lotniczy.
Drogi kołowania są oznaczane żółtymi liniami. Ciągła żółta linia oznacza linię centralną (centerline) drogi kołowania oraz jej krawędzie.
Drogi kołowania są nazywane literami i cyframi (alfanumerycznie). Te oznakowania identyfikacyjne ujawnione są tuż przy drogach kołowania na niskich czarno-żółtych tablicach.
Dla nocnego użytkowania, drogi kołowania mają niebieskie światła krawędziowe, w odróżnieniu od białych świateł dróg startowych. Większe porty lotnicze czasami posiadają dodatkowe zielone oświetlenie linii centralnych dróg kołowania, zainstalowane gładko w nawierzchni.